# 34729 Natalianoel
34729 Natalianoel este o planetă minoră (asteroid) din centura de asteroizi. A fost descoperită pe 16 august 2001 la Experimental Test Site⁠(d) de Lincoln Near-Earth Asteroid Research. 
Obiectul prezintă o orbită caracterizată de o semiaxă mare de 2,899438 UAi, o excentricitate de 0,07, o înclinație de 1,26533 ° în raport cu ecliptica.